# پیمان گای ریچی
پیمان (به انگلیسی: The Covenant) فیلمی آمریکایی در ژانر اکشن و دلهره‌آور به نویسندگی، تهیه کنندگی و کارگردانی گای ریچی و با نقش آفرینی جیک جیلنهال دار سلیم و الکساندر لودویگ که در ۲۱ آوریل ۲۰۲۳ منتشر شد.

## داستان
در مارس ۲۰۱۸، در جریان جنگ افغانستان، یگان نیروهای ویژه ارتش آمریکا به رهبری گروهبان جان کینلی در لشکرگاه هدف حملهٔ انتحاری طالبان قرار می‌گیرد و مترجم‌شان کشته می‌شود. احمد عبدالله، مترجمی با گذشته‌ای مبهم و ارتباط پیشین با طالبان، جایگزین او می‌شود. احمد در یکی از عملیات‌ها جان تیم کینلی را از کمین نجات می‌دهد و اعتماد او را جلب می‌کند.
در مأموریتی دیگر، یگان کینلی به‌جز او و احمد کشته می‌شود. احمد با زحمت فراوان و کمک اهالی روستا، کینلی زخمی را از مناطق کوهستانی عبور می‌دهد تا به پایگاه نزدیک شود. در نهایت، آن‌ها توسط نیروهای آمریکایی نجات می‌یابند.
پس از بازگشت به آمریکا، کینلی درمی‌یابد احمد و خانواده‌اش به دلیل همکاری با او، در خطر هستند. با ناکامی در دریافت ویزا برای آن‌ها، تصمیم می‌گیرد شخصاً بازگردد. با کمک نیروهای غیررسمی و پشتیبانی هوایی، موفق می‌شود احمد و خانواده‌اش را از حملهٔ طالبان نجات دهد و همراه‌شان از افغانستان خارج شود.
در پایان فیلم اشاره می‌شود که پس از تسلط مجدد طالبان، صدها مترجم افغان کشته شدند و بسیاری دیگر در شرایط نامشخص به‌سر می‌برند.

## بازیگران
- جیک جیلنهال در نقش گروهبان جان کینلی
- دار سلیم در نقش احمد
- الکساندر لودویگ
- آنتونی استار
- جیسون وانگ
- بابی شوفیلد
- شان ساگار
- امیلی بیچام
- سیروس خداویسی در نقش وحید

## تولید
در اکتبر ۲۰۲۱ اعلام شد که جیک جیلنهال برای بازی در فیلمی به کارگردانی و نویسندگی گای ریچی انتخاب شد. کمپانی مترو گلدوین مایر حقوق توزیع را در ژانویه ۲۰۲۲ خریداری کرد.
فیلمبرداری در فوریه ۲۰۲۲ در آلیکانته اسپانیا آغاز شد.
نام فیلم در ابتدا با عنوان؛ مترجم (The Interpreter)، توسط گای ریچی در دسامبر ۲۰۲۲ فاش شد ولی در آخر عنوان به پیمان تغییر کرد. این فیلم بعداً به‌عنوان رسمی «پیمان گای ریچی» نام گرفت، بنا بر گزارش‌ها برای متمایز کردن آن از فیلم سال ۲۰۰۶ به همین نام بود.

## بازخوردها
در وب‌سایت جمع‌آوری نقد راتن تومیتوز از نظرات ۹۴ منتقد، با میانگین امتیاز ۶٫۷ از ۱۰ مثبت هستند. اجماع وب‌سایت می‌گوید: «پیمان» گای ریچی، یک تریلر جنگی رضایت‌بخش و خوش‌بازی‌شده با عمق دراماتیک شگفت‌انگیز، داستانی محکم و با محدودیتی چشمگیر را روایت می‌کند. در متاکریتیک، که از میانگین وزنی استفاده می‌کند، بر اساس رای ۲۷ منتقد، امتیاز ۶۳ از ۱۰۰ را به این فیلم اختصاص داد که نشان دهنده «بررسی‌های عموماً مطلوب» است. این فیلم در متاکریتیک که از میانگین وزنی استفاده می‌کند، بر اساس نظر ۲۷ منتقدین امتیاز ۶۳ از ۱۰۰ را کسب کرده که نشان‌گر «نقدهای عموماً مطلوب» است. تماشاگرانی که توسط سینماسکور مورد بررسی قرار گرفتند به فیلم نمره متوسط "A" را در مقیاس A+ تا F دادند، در حالی که افرادی که در نظرسنجی پست‌ترک شرکت کردند ۹۲٪ نمره مثبت به فیلم دادند و ۷۷٪ گفتند که آن را توصیه می‌کنند.